# Tennis Channel Open 2004 - Qualificazioni singolare
Le qualificazioni del singolare  del Tennis Channel Open 2004 sono state un torneo di tennis preliminare per accedere alla fase finale della manifestazione. I vincitori dell'ultimo turno sono entrati di diritto nel tabellone principale. In caso di ritiro di uno o più giocatori aventi diritto a questi sono subentrati i lucky loser, ossia i giocatori che hanno perso nell'ultimo turno ma che avevano una classifica più alta rispetto agli altri partecipanti che avevano comunque perso nel turno finale.
Le qualificazioni del torneo Tennis Channel Open 2004 prevedevano 32 partecipanti di cui 4 sono entrati nel tabellone principale.

## Teste di serie
1. Robert Kendrick (secondo turno)
2. Eric Taino (secondo turno)
3. Alex Kim (ultimo turno)
4. Glenn Weiner (secondo turno)

1. Cecil Mamiit (Qualificato)
2. Matias Boeker (ultimo turno)
3. Dušan Vemić (primo turno)
4. Zack Fleishman (secondo turno)

## Qualificati
1. Gustavo Marcaccio
2. Yves Allegro

1. Tripp Phillips
2. Cecil Mamiit

## Tabellone

### Legenda
| - Q = Qualificato - WC = Wild card - LL = Lucky loser | - ALT = Alternate - SE = Special Exempt - PR = Protected Ranking | - w/o = Walkover - r = Ritirato - d = Squalificato |

### Sezione 1
|  | Primo turno        | Primo turno        | Primo turno        | Primo turno | Primo turno |  |  | Secondo turno | Secondo turno      | Secondo turno      | Secondo turno      | Secondo turno      |   |    | Ultimo turno      | Ultimo turno      | Ultimo turno      | Ultimo turno | Ultimo turno |  |
|  |                    |                    |                    |             |             |  |  |               |                    |                    |                    |                    |   |    |                   |                   |                   |              |              |  |
|  | 1                  | Robert Kendrick    | Robert Kendrick    | 6           | 7           |  |  |               |                    |                    |                    |                    |   |    |                   |                   |                   |              |              |  |
|  |                    | Nenad Toroman      | Nenad Toroman      | 3           | 63          |  |  | 1             | Robert Kendrick    | 6                  | 1                  | 4                  |   |    |                   |                   |                   |              |              |  |
|  | Gustavo Marcaccio  | Gustavo Marcaccio  | 6                  | 2           | 6           |  |  |               | Gustavo Marcaccio  | 4                  | 6                  | 6                  |   |    |                   |                   |                   |              |              |  |
|  | Phillip Harboe     | Phillip Harboe     | 3                  | 6           | 4           |  |  |               |                    |                    |                    |                    |   |    | Gustavo Marcaccio | Gustavo Marcaccio | Gustavo Marcaccio | 6            | 7            |  |
|  | John-Paul Fruttero | John-Paul Fruttero | John-Paul Fruttero | 7           | 6           |  |  |               |                    | John-Paul Fruttero | John-Paul Fruttero | John-Paul Fruttero | 4 | 68 |                   |                   |                   |              |              |  |
|  | Travis Parrott     | Travis Parrott     | Travis Parrott     | 65          | 2           |  |  |               | John-Paul Fruttero | 6                  | 4                  | 6                  |   |    |                   |                   |                   |              |              |  |
|  | 8                  | Zack Fleishman     | Zack Fleishman     | 6           | 7           |  |  | 8             | Zack Fleishman     | 4                  | 6                  | 3                  |   |    |                   |                   |                   |              |              |  |
|  |                    | Kevin Kim          | Kevin Kim          | 1           | 5           |  |  |               |                    |                    |                    |                    |   |    |                   |                   |                   |              |              |  |

### Sezione 2
|  | Primo turno      | Primo turno      | Primo turno      | Primo turno | Primo turno |  |  | Secondo turno | Secondo turno | Secondo turno | Secondo turno | Secondo turno |   |    | Ultimo turno | Ultimo turno | Ultimo turno | Ultimo turno | Ultimo turno |  |
|  |                  |                  |                  |             |             |  |  |               |               |               |               |               |   |    |              |              |              |              |              |  |
|  | 2                | Eric Taino       | 6                | 5           | 7           |  |  |               |               |               |               |               |   |    |              |              |              |              |              |  |
|  |                  | Fritz Wolmarans  | 4                | 7           | 5           |  |  | 2             | Eric Taino    | Eric Taino    | 4             | 1             |   |    |              |              |              |              |              |  |
|  | Yves Allegro     | Yves Allegro     | Yves Allegro     | 6           | 6           |  |  |               | Yves Allegro  | Yves Allegro  | 6             | 6             |   |    |              |              |              |              |              |  |
|  | Hague Van Dillen | Hague Van Dillen | Hague Van Dillen | 1           | 0           |  |  |               |               |               |               |               |   |    |              | Yves Allegro | Yves Allegro | 6            | 7            |  |
|  | Gary Sacks       | Gary Sacks       | Gary Sacks       | 7           | 6           |  |  |               |               | 6             | Matias Boeker | Matias Boeker | 1 | 64 |              |              |              |              |              |  |
|  | Travis Helgeson  | Travis Helgeson  | Travis Helgeson  | 6           | 3           |  |  |               | Gary Sacks    | 6             | 4             | 0             |   |    |              |              |              |              |              |  |
|  | 6                | Matias Boeker    | Matias Boeker    | 6           | 7           |  |  | 6             | Matias Boeker | 2             | 6             | 6             |   |    |              |              |              |              |              |  |
|  |                  | Luke Shields     | Luke Shields     | 4           | 5           |  |  |               |               |               |               |               |   |    |              |              |              |              |              |  |

### Sezione 3
|  | Primo turno       | Primo turno       | Primo turno    | Primo turno | Primo turno |  |  | Secondo turno  | Secondo turno     | Secondo turno     | Secondo turno  | Secondo turno |   |   | Ultimo turno | Ultimo turno | Ultimo turno | Ultimo turno | Ultimo turno |  |
|  |                   |                   |                |             |             |  |  |                |                   |                   |                |               |   |   |              |              |              |              |              |  |
|  | 3                 | Alex Kim          | 6              | 4           | 6           |  |  |                |                   |                   |                |               |   |   |              |              |              |              |              |  |
|  |                   | Luka Gregorc      | 4              | 6           | 3           |  |  | 3              | Alex Kim          | Alex Kim          | 7              | 6             |   |   |              |              |              |              |              |  |
|  | Alexander Reichel | Alexander Reichel | 6              | 3           | 7           |  |  |                | Alexander Reichel | Alexander Reichel | 5              | 2             |   |   |              |              |              |              |              |  |
|  | Lesley Joseph     | Lesley Joseph     | 3              | 6           | 64          |  |  |                |                   |                   |                |               |   |   | 3            | Alex Kim     | 6            | 1            | 2            |  |
|  | Kiantki Thomas    | Kiantki Thomas    | 4              | 6           | 6           |  |  |                |                   |                   | Tripp Phillips | 2             | 6 | 6 |              |              |              |              |              |  |
|  | Scoville Jenkins  | Scoville Jenkins  | 6              | 3           | 4           |  |  | Kiantki Thomas | Kiantki Thomas    | 4                 | 6              | 3             |   |   |              |              |              |              |              |  |
|  |                   | Tripp Phillips    | Tripp Phillips | 6           | 6           |  |  | Tripp Phillips | Tripp Phillips    | 6                 | 1              | 6             |   |   |              |              |              |              |              |  |
|  | 7                 | Dušan Vemić       | Dušan Vemić    | 4           | 4           |  |  |                |                   |                   |                |               |   |   |              |              |              |              |              |  |

### Sezione 4
|  | Primo turno         | Primo turno         | Primo turno         | Primo turno | Primo turno |  |  | Secondo turno | Secondo turno       | Secondo turno | Secondo turno | Secondo turno |   |   | Ultimo turno | Ultimo turno        | Ultimo turno        | Ultimo turno | Ultimo turno |  |
|  |                     |                     |                     |             |             |  |  |               |                     |               |               |               |   |   |              |                     |                     |              |              |  |
|  | 4                   | Glenn Weiner        | Glenn Weiner        | 6           | 7           |  |  |               |                     |               |               |               |   |   |              |                     |                     |              |              |  |
|  |                     | Roger Anderson      | Roger Anderson      | 3           | 65          |  |  | 4             | Glenn Weiner        | 65            | 6             | 6(0)          |   |   |              |                     |                     |              |              |  |
|  | Mashiska Washington | Mashiska Washington | Mashiska Washington | 6           | 6           |  |  |               | Mashiska Washington | 7             | 2             | 7             |   |   |              |                     |                     |              |              |  |
|  | Trent Aaron         | Trent Aaron         | Trent Aaron         | 2           | 1           |  |  |               |                     |               |               |               |   |   |              | Mashiska Washington | Mashiska Washington | 2            | 2            |  |
|  | José de Armas       | José de Armas       | José de Armas       | 6           | 6           |  |  |               |                     | 5             | Cecil Mamiit  | Cecil Mamiit  | 6 | 6 |              |                     |                     |              |              |  |
|  | Melle Van Gemerden  | Melle Van Gemerden  | Melle Van Gemerden  | 4           | 2           |  |  |               | José de Armas       | José de Armas | 3             | 4             |   |   |              |                     |                     |              |              |  |
|  | 5                   | Cecil Mamiit        | Cecil Mamiit        | 6           | 6           |  |  | 5             | Cecil Mamiit        | Cecil Mamiit  | 6             | 6             |   |   |              |                     |                     |              |              |  |
|  |                     | Phillip Simmonds    | Phillip Simmonds    | 4           | 0           |  |  |               |                     |               |               |               |   |   |              |                     |                     |              |              |  |